# Port lotniczy Buenos Aires-Ezeiza
Port lotniczy Buenos Aires-Ezeiza Ministro Pistarini – międzynarodowy port lotniczy położony 2 km na zachód od Ezeiza i 22 km na południe od Buenos Aires. Jest największym portem lotniczym Argentyny i jednym z dwóch obsługujących aglomerację Wielkiego Buenos Aires. W 2010 obsłużył 8,8 mln pasażerów.

## Historia
Lotnisko nosi imię generała i polityka Juan Pistarini (1882–1956), ale jest bardziej znany jako międzynarodowy port lotniczy Ezeiza, ze względu na swoje położenie w mieście Ezeiza. Jest to największy w kraju międzynarodowy port lotniczy i główny międzynarodowy węzeł linii Aerolíneas Argentinas. Pierwszy lot cywilny miał miejsce w 1946 z obecnego portu lotniczego Londyn-Heathrow do lotniska Ezeiza.
Port lotniczy został wybudowany w latach 1945–1949, wówczas był to największy port lotniczy w Ameryce Łacińskiej.

## Linie lotnicze i połączenia
Lotnisko obsługiwane jest przez 28 linii lotniczych, oferujących bezpośrednie połączenia do 67 portów lotniczych w 17 krajach regionu Ameryki Łacińskiej, Europy Zachodniej i w Stanach Zjednoczonych:
| Linia lotnicza                | Kierunek |
| ----------------------------- | --- |
| Aerolíneas Argentinas         | 1. Cancún 2. Comodoro Rivadavia 3. Córdoba 4. Corrientes 5. El Calafate 6. Esquel 7. Formosa 8. Madryt 9. Mendoza 10. Neuquén 11. Miami 12. Nowy Jork-JFK 13. Posadas 14. Puerto Iguazú 15. Punta Cana 16. Resistencia 17. Río Gallegos 18. Rio Grande 19. Rzym-Fiumicino 20. Salta 21. San Carlos de Bariloche 22. San Juan 23. San Martín de los Ande 24. San Salvador de Jujuy 25. Trelew 26. Tucumán 27. Ushuaia Sezonowo: 1. Bahía Blanca 2. La Rioja 3. Mar del Plata 4. Puerto Madryn 5. Rosario 6. Santiago del Estero 7. Viedma 8. Santiago de Chile 9. Montevideo |
| Aeroméxico                    | 1. Meksyk |
| Air France                    | 1. Paryż-Charles de Gaulle |
| American Airlines             | 1. Miami 2. Nowy Jork-JFK Sezonowo: 1. Dallas-Fort Worth |
| Arajet                        | 1. Santo Domingo |
| Avianca                       | 1. Bogotá 2. Quito Sezonowo: 1. Medellín |
| Boliviana de Aviación         | 1. Santa Cruz de la Sierra |
| British Airways               | 1. Londyn-Heathrow 2. Rio de Janeiro |
| Copa Airlines                 | 1. Panama |
| Delta Air Lines               | 1. Atlanta Sezonowo: 1. Nowy Jork-JFK |
| Flybondi                      | 1. Comodoro Rivadavia 2. Córdoba 3. El Calafate 4. Mendoza 5. Neuquén 6. Posadas 7. Puerto Iguazú 8. Puerto Madryn 9. Rio de Janeiro 10. Salta 11. San Carlos de Bariloche 12. San Salvador de Jujuy 13. São Paulo 14. Trelew 15. Tucumán |
| Gol Transportes Aéreos        | 1. Bogotá 2. Florianópolis 3. Fortaleza 4. Maceió 5. Natal 6. Porto Seguro 7. Rio de Janeiro Sezonowo: 1. Belo Horizonte 2. João Pessoa 3. Paraíba 4. Recife |
| Iberia                        | 1. Barcelona 2. Madryt |
| ITA Airways                   | 1. Rzym-Fiumicino |
| JetSmart Argentina            | 1. Puerto Iguazú 2. San Carlos de Bariloche 3. Ushuaia 4. Concepción 5. Florianópolis 6. Rio de Janeiro 7. Lima Sezonowo: 1. Córdoba 2. El Calafate 3. Mendoza 4. Neuquén 5. Salta 6. San Martín de los Andes 7. San Salvador de Jujuy 8. Tucumán 9. Santiago de Chile 10. Kurytyba 11. Porto Alegre |
| KLM                           | 1. Amsterdam 2. Santiago de Chile |
| LATAM Airlines                | 1. Lima 2. São Paulo 3. Santiago de Chile |
| Lufthansa                     | 1. Frankfurt |
| Sky Airline                   | 1. Santiago de Chile 2. Lima |
| Swiss International Air Lines | 1. São Paulo 2. Zurych |
| Turkish Airlines              | 1. Stambuł 2. São Paulo |
| United Airlines               | 1. Houston |